# 함평군립도서관
함평군립도서관은 대한민국 전라남도 함평군에 있는 도서관이다.